# 芋川 (大阪府)
芋川（いもがわ）は、大阪府内を流れる淀川水系の一級河川で、千里川の支流である。

## 地理

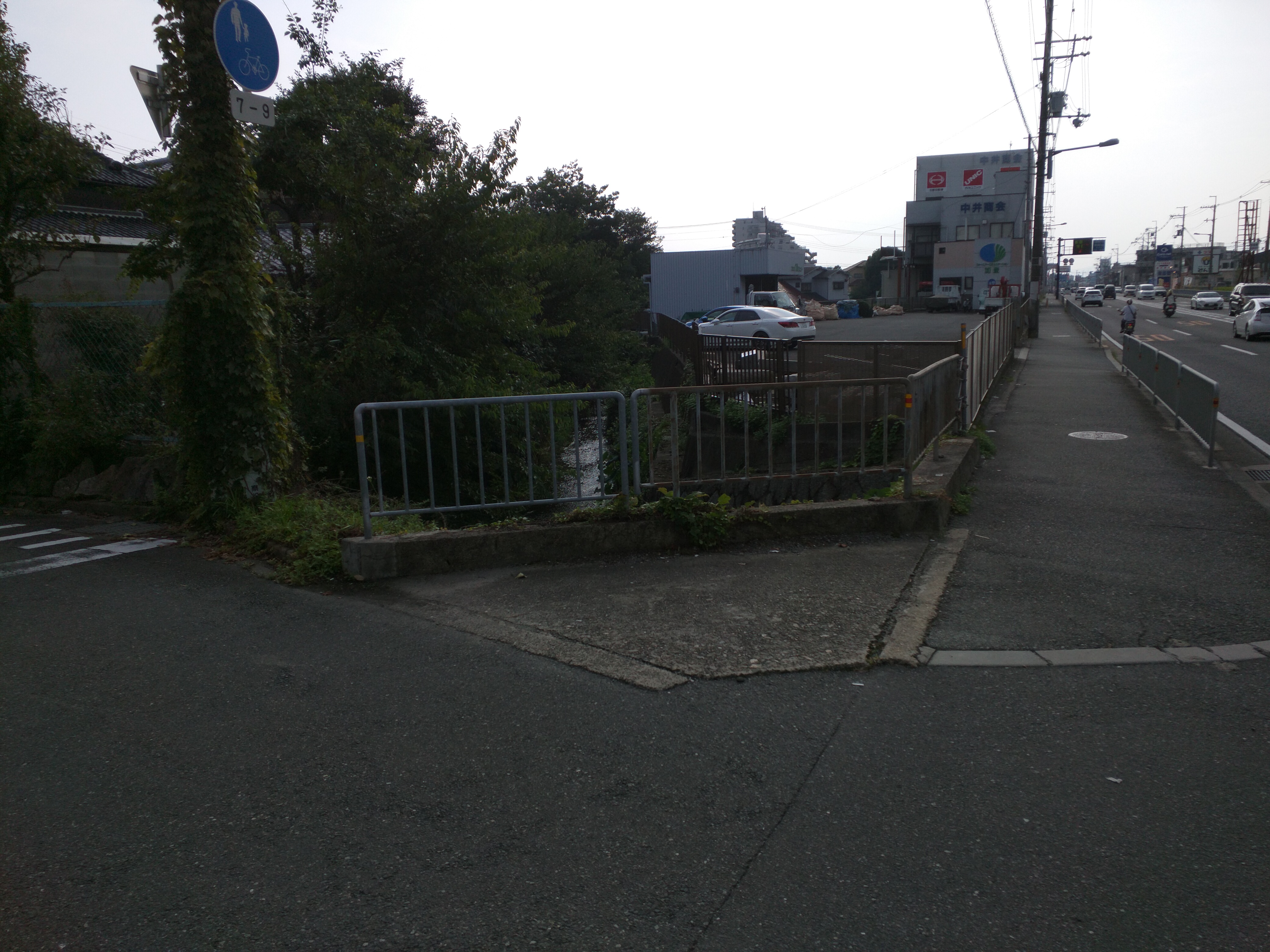
今宮から下流に向かって。右は国道171号

箕面市石丸3丁目の打越池から南へ流れ、国道171号、国道423号をまたいで、箕面市萱野4丁目・船場西1丁目の藤原橋付近で千里川に合流する。一級河川の指定は箕面市今宮から始まる。

## 流域の施設等

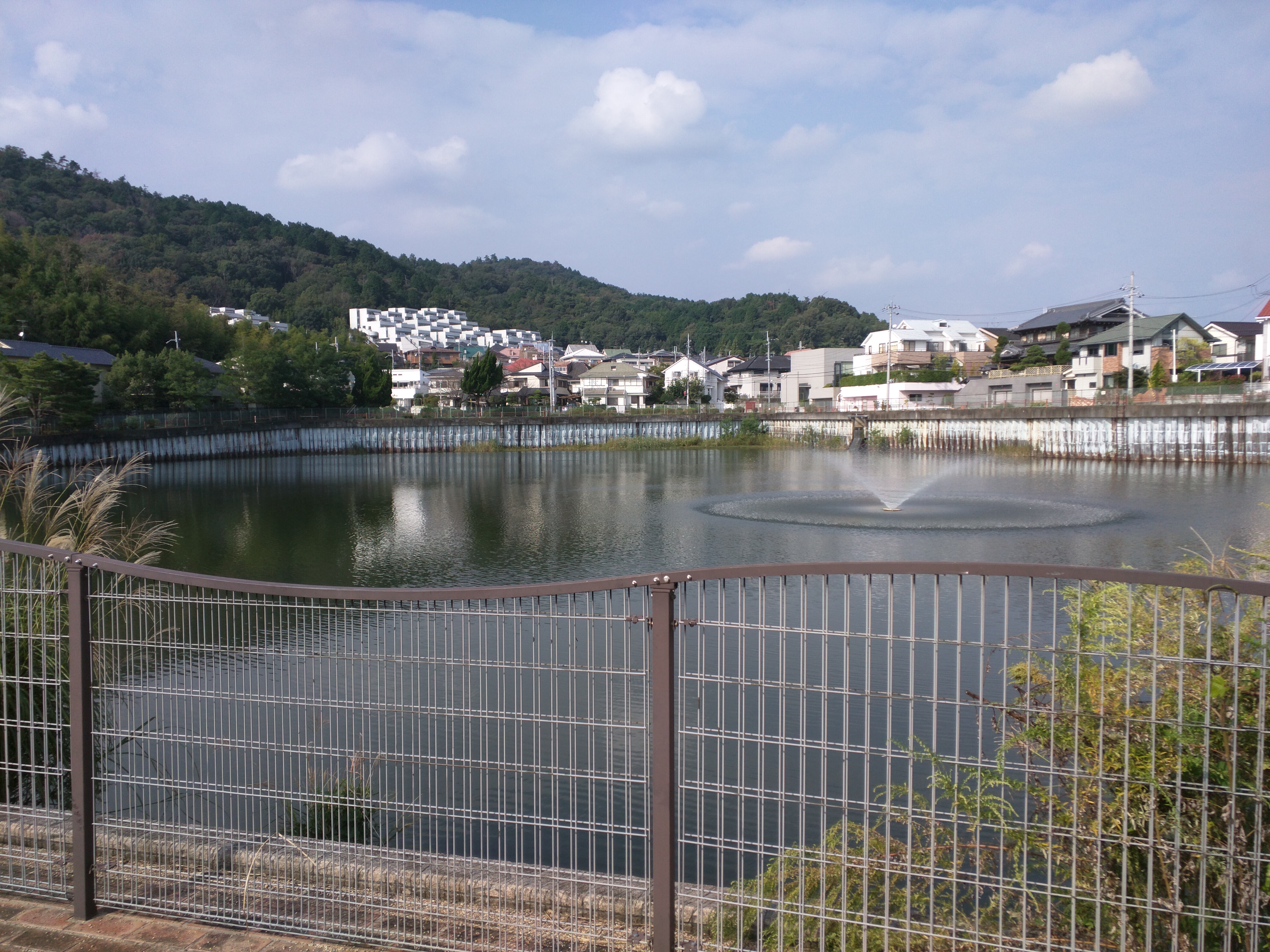
打越池。写真の足元から流れ出している

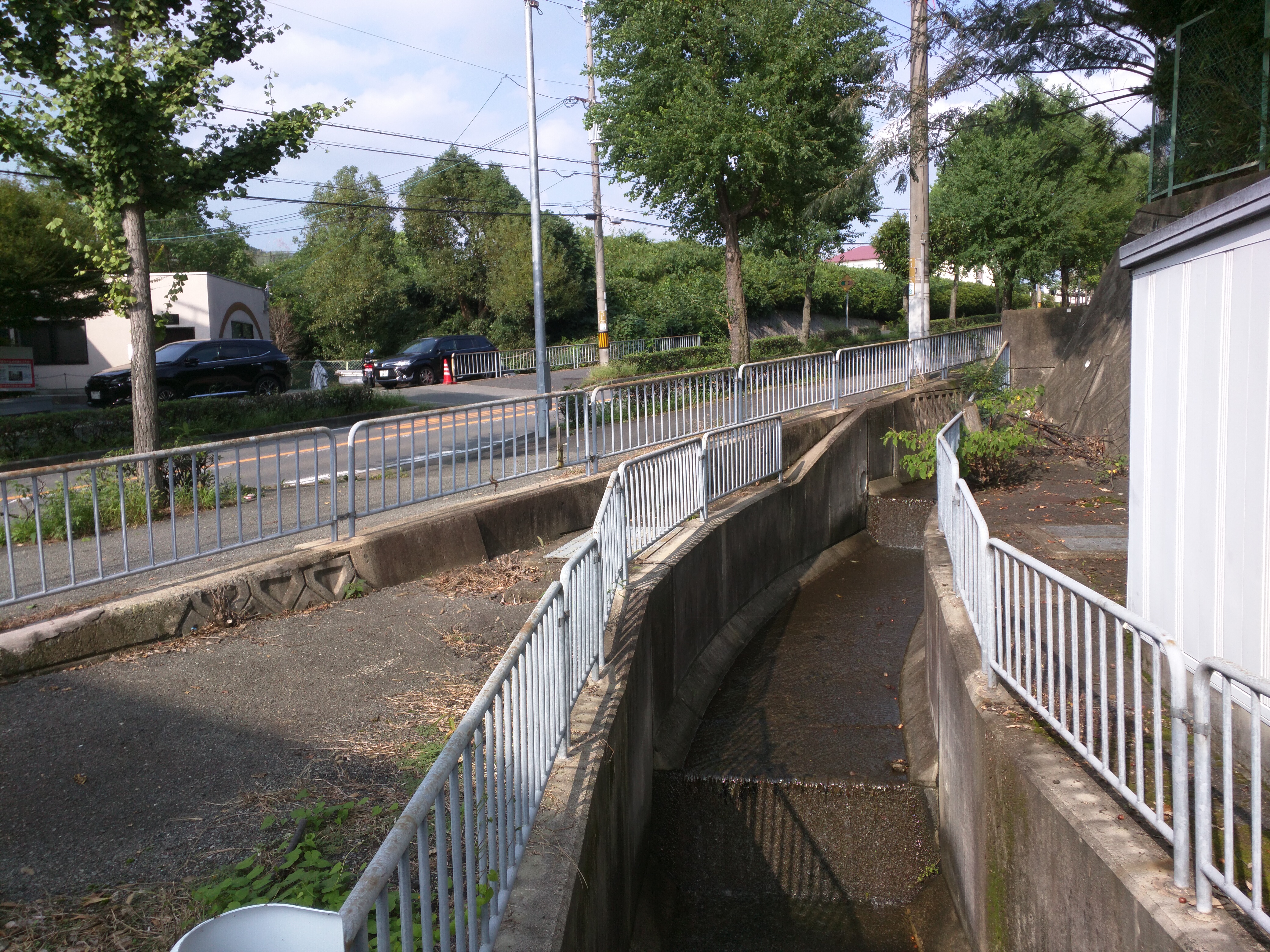
打越池から流れ出した芋川。写真奥の高い部分が打越池

箕面市
- 打越池
- サントリー総合トレーニングセンター
- 大阪船場繊維卸商団地